# Droga do przebaczenia (film)
Droga do przebaczenia – amerykański dramat obyczajowy z 2007 roku, na podstawie powieści Johna Burnhama Schwartza pod tym samym tytułem.

## Obsada
- Joaquin Phoenix – Ethan Learner
- Elle Fanning – Emma Learner
- Jennifer Connelly – Grace Learner
- Mark Ruffalo – Dwight Arno
- Mira Sorvino – Ruth Wheldon
- Gary Kohn – Norris Wheldon

i inni